# The Hoax of the Twentieth Century
The Hoax of the Twentieth Century är en bok av Arthur Butz från 1976, i vilken Förintelsen förnekas.